# Agata Miklaszewska
Agata Miklaszewska (ur. 3 czerwca 1950 w Katowicach) – polska pisarka i poetka. Autorka powieści, monodramów, librett i tekstów piosenek do musicali.

## Życiorys
Córka Ewy i Gwidona Miklaszewskich, młodsza siostra architekta Andrzeja Miklaszewskiego oraz pisarki Maryny Miklaszewskiej.
Ukończyła studia na Wydziale Polonistyki Uniwersytetu Warszawskiego. Mieszka i pracuje na warszawskim Żoliborzu.

## Literatura
- Kamyk (powieść), Wydawnictwo Czarne, 2003
- Huśtawka (zbiór opowiadań) Wydawnictwo Czarne, 2005. Na podstawie opowiadania Jestem pewien... z tego tomu powstało przedstawienie Teatru Telewizji w reż. Krzysztofa Krauze.

## Dzieła sceniczne
- 1991: libretto i teksty piosenek (razem z siostrą Maryną Miklaszewską) do musicalu Metro[1]. Za piosenki z musicalu autorka – wspólnie z Maryną Miklaszewską oraz Januszem Stokłosą – nominowana była w roku 1992 do nagrody Tony Award (for best original score)[2].
- 2004: teksty piosenek (razem z siostrą Maryną Miklaszewską, pod pseudonimem Jan Wermer[3][4]) do musicalu Romeo i Julia zainspirowane dramatem W. Shakespeare’a[3].
- 2004: libretto i teksty piosenek do musicalu Kaj i Gerda – baśń o Królowej Śniegu[5] na podstawie bajki Andersena. Muzyka: Piotr Dziubek, reżyseria: Wojciech Kościelniak, premiera: Teatr Muzyczny Capitol we Wrocławiu.
- 2007: libretto i teksty piosenek do musicalu Mała księżniczka na podstawie powieści Frances Hodgson Burnett. Muzyka: Adrian Konarski, reżyseria: Marek Weiss, premiera: Teatr Muzyczny Capitol we Wrocławiu.
- 2011: libretto musicalu na podstawie biografii Poli Negri pt. Polita, w reżyserii Janusza Józefowicza z muzyką Janusza Stokłosy. W repertuarze Teatru Buffo w Warszawie. W 2017 roku musical zdobył główną nagrodę na Międzynarodowym Festiwalu Musicali w Daegu (Daegu International Contemporary Music Festival)[6].
- 2011: libretto do opery Elżbiety Sikory Madame Curie, reż Marek Weiss, Opera Bałtycka. Prapremiera odbyła się w Paryżu 15 listopada 2011 r.[7]

## Dyskografia
- piosenki z musicalu Metro, Pomaton Emi (podwójna platynowa płyta)
- piosenki z musicalu Mała księżniczka, Luna Music
- piosenki z musicalu Romeo i Julia, EMI Music Poland
- piosenki z musicalu Polita, Pomaton
- słowa kolęd Śpij Jezu śpij i Zima w Betlejem na płycie Moje kolędy na koniec wieku, Zbigniew Preisner, New Music